# Zweirad Union
De Zweirad Union was een samenwerkingsverband tussen verschillende Duitse fabrikanten van motorfietsen, dat ontstond in de jaren vijftig.

## Voorgeschiedenis
Al in 1932 was onder invloed van de depressie van de jaren dertig een fusie van de Duitse automerken Audi, DKW, Horch en Wanderer tot stand gekomen. Ook in de motorfietswereld vonden in dergelijke fusies plaats, vooral in het Verenigd Koninkrijk, waar Associated Motor Cycles was ontstaan uit de merken Matchless, AJS en Sunbeam, maar waar later Francis-Barnett, James en Norton aan toegevoegd werden. In de jaren vijftig leed ook de Duitse motorfietsindustrie verliezen, door de opkomst van de scooter, de kleine auto en zelfs de dwergauto. In 1957 nam Odilo Burkart, een vertrouweling van Friedrich Flick, het verliesgevende Victoria over. Korte tijd later kocht hij ook Express in Neumarkt voor één miljoen Duitse mark. Dankzij Flick, die meer dan 100 bedrijven bezat, kwam hij ook in het bezit van de motorfietstak van de Auto-Union (lees: de DKW-motorfietsen) die in Ingolstadt werden gemaakt.

## Zweirad Union

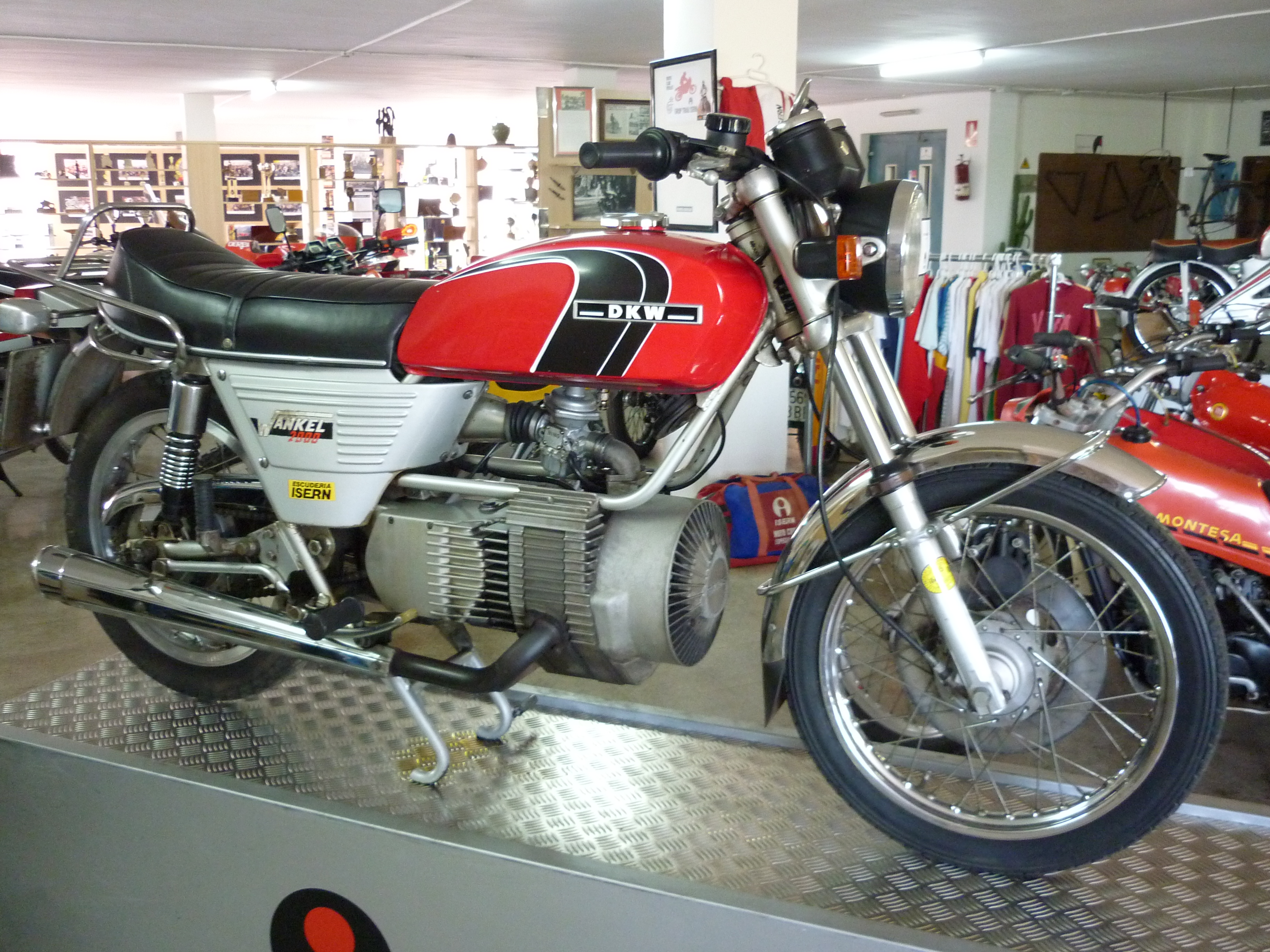
DKW Wankel 2000

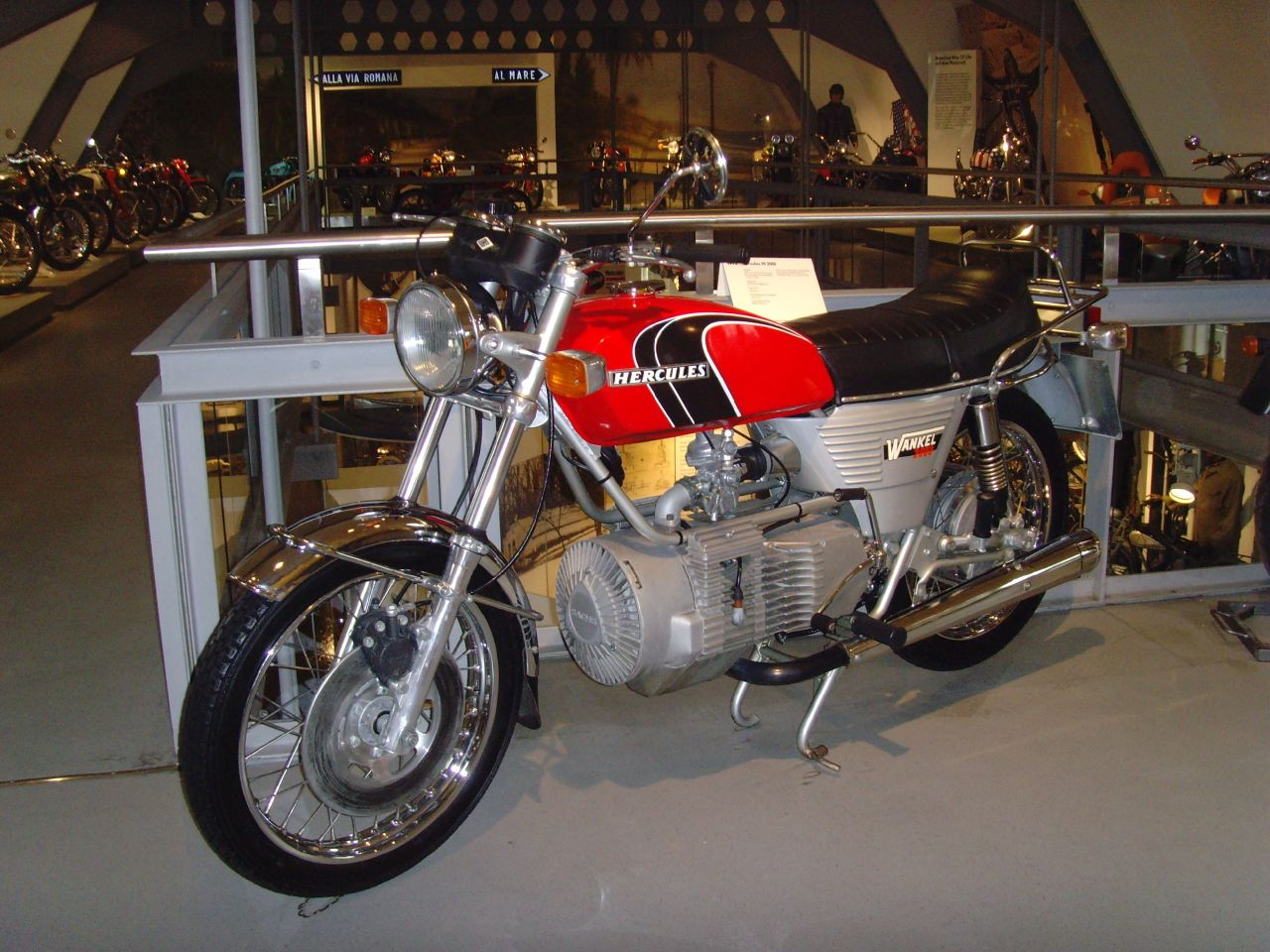
Hercules W 2000

Op 8 november 1958 werd uit deze merken de Zweirad Union opgericht. De productie concentreerde zich in Neurenberg. Men produceerde aanvankelijk de Victoria-bromfietsen Avanti, Preciosa en Vicky, de Express-modellen en de DKW RT 175 VS. Men concentreerde zich steeds meer op lichte modellen tot 50 cc (Mofa's, Mopeds en Mokicks). In de jaren zestig produceerde de Zweirad Union ook onderdelen voor de vrachtauto's van Faun en de Maico militaire motorfietsen. Burkart verkocht een groot deel van de aandelen aan Faun, dat in 1962 grotendeels eigenaar van de Zweirad Union werd, waardoor er ook kleine vrachtauto's werden gemaakt. De productie van tweewielers liep sterk terug. In 1966 verkocht Faun het bedrijf aan Fichtel & Sachs uit Schweinfurt. Dat had in 1956 Hercules overgenomen. De fabriekshallen van Hercules kwam nu ter beschikking van de Zweirad Union, maar er werden vrijwel uitsluitend motorfietsen van Hercules geproduceerd. In 1968 werd de laatste motorfiets met het Express-logo gebouwd, in 1969 de laatste Victoria. Het DKW-logo werd nog gevoerd, vanwegde de goede naam die dit merk wereldwijd had, maar door badge-engineering waren Hercules en DKW-modellen vaak identiek.